# Idyie
Dans la mythologie grecque archaïque, Idyie (en grec ancien Ιδυία / Iduía) est, la plus jeune des Océanides, fille des Titans Océan et Téthys citée par Hésiode dans sa liste d'Océanides.

## Famille

### Ascendance
Ses parents sont les titans Océan et Téthys. Elle est l'une de leur multiples filles, les Océanides, généralement au nombre de trois mille, et a pour frères les Dieux-fleuve, eux aussi au nombre de trois mille. Ouranos (le Flot) et Gaïa (la Terre) sont ses grands-parents tant paternels que maternels.

### Mariage et descendance
Idyie épouse d'Éétès (roi de Colchide), de qui elle a trois enfants: Médée, Chalciopé et Absyrte.

## Fonction
Idyie est aussi appelée la déesse de la connaissance.

### Sources
- Pseudo-Apollodore, Bibliothèque [détail des éditions] [lire en ligne], I, 9, 1 ; I, 9, 23; I, 9, 28.
- Hésiode, Théogonie [détail des éditions] [lire en ligne], v. 957, 960.
- Homère, Odyssée [détail des éditions] [lire en ligne], X, 136 et suivantes.

### Sources de traduction
- (en) Cet article est partiellement ou en totalité issu de l’article de Wikipédia en anglais intitulé « Eidyia » (voir la liste des auteurs).